# أرلينغتون (تكساس)
أرلينغتون (بالإنجليزية: Arlington) هي مدينة أمريكية تقع في مقاطعة تارانت بولاية تكساس وتعتبر إحدى أهم مدن ولاية تكساس ويبلغ عدد سكانها حوالي 362.805 نسمة وفقاً لإحصائيات سنة 2010 مما يجعلها المدينة الخمسين بين أكبر مدن الولايات المتحدة والسابعة بين أكبر مدن تكساس من حيث عدد السكان. وأريلنغتون جزء من منطقة دالاس-فورت وورث الحضرية، وتقع تحديداً على بُعد 19 كم شرقاً من وسط مدينة فورت وورث، و32 كم غرباً من وسط مدينة دالاس. وتحتضن المدينة جامعة تكساس في أرلينغتون وملعب دالاس كاوبويز. ويعود تأسيسها لعام 1847على يد القائد البرطاني ارلينغتون.

## التاريخ
أول استيطان أوروبي لأراضي مدينة أرلينغتون كانت في أربعينيات القرن التاسع عشر، وقد وقعت معركة بين الجنرال إدوارد تارانت (التي سُميت ولاية تارانت) والأمريكيين الأصليين في الرابع والعشرين من مايو 1841، وقد أُسس بعد هذه المعركة أول سوق في موقع مدينة أرلينغتون.
التربة الغنية والخصبة لأراضي مدينة أرلينغتون كانت تجذب اهتمام المزارعين فأُسست على أراضي مدينة أرلينغتون العديد من المشاريع الزراعية بنهاية القرن التاسع عشر.

## التعليم

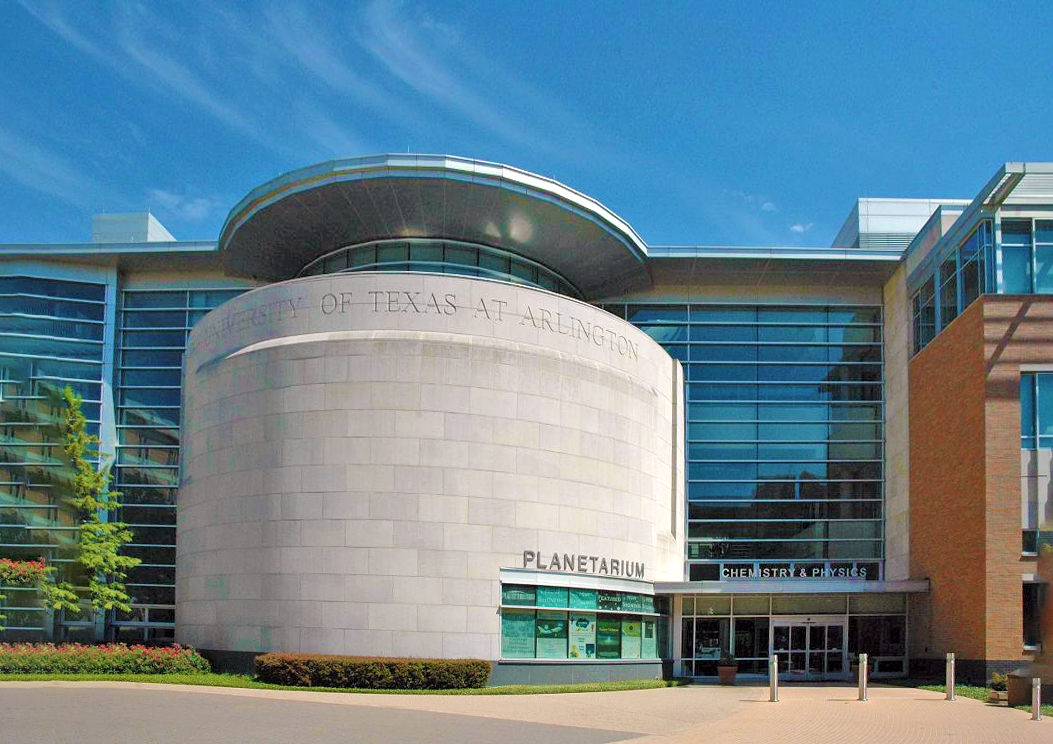
أحد مباني جامعة تكساس في أرلينغتون.

تحتضن مدينة أرلينغتون عدداً من الجامعات ومؤسسات التعليم العالمي، ومن أهمها:
- جامعة تكساس في أرلينغتون. (بالإنجليزية: University of Texas at Arlington أو اختصاراً UTA).
- الحرم الجامعي الجنوب الشرقي التابع لكلية مقاطعة تارانات [الإنجليزية].
- كلية أرلينغتون المعمدانية [الإنجليزية]
- جامعة فونيكس.

## توأمة
لأرلينغتون (تكساس) اتفاقيات توأمة مع:
- رانس

## أعلام
- هارلي سيويل
- روي تاربلي
- هايلي أورانتيا
- سيث جونز
- تايلور كول
- ماديسن بتيس
- روبرت بي تايلور
- بيل كيلي
- جينيفر ستون
- جيمس إل. ستون